# Jorubská Wikipedie
Jorubská Wikipedie je edice Wikipedie v jorubštině (jazyk Jorubů). V lednu 2022 obsahovala přes 33 000 článků a pracovali pro ni 3 správci. Registrováno bylo přes 23 000 uživatelů, z nichž bylo asi 60 aktivních. V počtu článků byla 107. největší Wikipedie a 2. největší Wikipedie v africkém jazyce po malgašské.